# Echinothrips americanus
Echinothrips americanus är en insektsart som beskrevs av Gary Scott Morgan 1913. Echinothrips americanus ingår i släktet Echinothrips och familjen smaltripsar. Arten är reproducerande i Sverige. Inga underarter finns listade i Catalogue of Life.